# Pinheyagrion angolicum
Pinheyagrion angolicum là một loài chuồn chuồn kim trong họ Coenagrionidae.
Loài này được xếp vào nhóm Loài ít quan tâm trong sách Đỏ của IUCN năm 2009.
Pinheyagrion angolicum được Pinhey miêu tả khoa học năm 1966.